# Hugo Fechtig
Hugo Fechtig (* 5. Oktober 1929 in Stühlingen; † 20. Februar 2025) war ein deutscher Astrophysiker.

## Biografie
Fechtig studierte Physik an der Albert-Ludwigs-Universität Freiburg, an der er 1958 bei Wolfgang Gentner promoviert wurde. Danach war er bis 1962 Assistent bei Gentner am Max-Planck-Institut für Kernphysik (MPIK) in Heidelberg und 1962/63 an der University of California und den Air Force Cambridge Research Laboratories. Ab 1965 war er wissenschaftlicher Mitarbeiter am MPIK und 1974 bis 1994 Direktor am MPIK. Von 1979 bis 1981 war er geschäftsführender Direktor des MPIK. Außerdem war er von 1975 bis 1994 Honorarprofessor an der Universität Heidelberg.
1977 war er Gastwissenschaftler am Smithsonian Astrophysical Observatory und ab 1984 Distinguished Visiting Scientist am Jet Propulsion Laboratory.
Von 1984 bis 1986 war er im Space Science Advisory Committee der ESA. Er war Mitinitiator der Raummissionen Giotto und Rosetta.
Er befasste sich mit kosmischem Staub, Mondgestein und Gasdiffusion in Meteoriten und führte Experimente mit Höhenforschungsraketen und Raumsonden durch (Staubdetektoren für kosmischen Staub und Mikrometeorite).
1991 wurde der Asteroid (2533) Fechtig nach ihm benannt.